# Nancy Drew: The Silent Spy
The Silent Spy es la 29.ª entrega de la serie de juegos de aventuras point-and-click Nancy Drew de Her Interactive. Fue distribuido en las plataformas Microsoft Windows y Mac OS X y tiene una clasificación ESRB de E por momentos de violencia leve y peligro.
Un jugador asume la perspectiva en primera persona de la detective amateur ficticia Nancy Drew y puede resolver el misterio interrogando a los sospechosos, resolviendo acertijos y descubriendo pistas. Hay dos niveles de dificultad, Amateur y Master, que ofrecen acertijos y pistas adecuadamente desafiantes sin afectar la trama. El juego está basado vagamente en el libro The Clue of the Whistling Bagpipes (1964).

## Trama
Hace casi una década, la agente Kate Drew dejó su casa para neutralizar un arma bioquímica en Escocia. Aunque su misión fue un éxito, se dice que murió en un accidente automovilístico. Ahora resuenan los ecos de una trama similar y depende del jugador, como la detective Nancy Drew, frustrar la célula durmiente y exponer la verdad.

## Personajes
- Nancy Drew - Es una detective aficionada de 18 años de la ciudad ficticia de River Heights en Estados Unidos y el único personaje jugable en el juego, por lo que el misterio debe resolverse desde su perspectiva.
- Bridget Shaw - Originaria de Escocia, es posiblemente la persona más amigable de Glasgow. Su amplio conocimiento de la zona y su visión de los acontecimientos actuales pueden ser útiles, pero su agradable personalidad podría ser una fachada.
- Ewan MacLeod - el contacto principal en la Catedral está aquí para ayudar en la misión de descubrir lo que sucedió durante los últimos días de Kate. Él es los ojos y los oídos del lugar y no se puede confiar completamente en él.
- Moira Chisholm - una confidente cercana de Kate, su memoria y conocimiento personal revelarán información vital. Ella también tiene un secreto que se puede desbloquear.
- Alec Fell - el primer personaje no jugable después de un incidente en la estación de tren. Sus habilidades de rastreo podrían ayudar en el caso. Él sabe más sobre Nancy de lo que deja ver inicialmente.
- Kate Drew - La madre de Nancy murió en un accidente automovilístico, o eso se creía. Sus secretos piden ser revelados, pero las vidas podrían correr gran peligro si el jugador sobrevive y se revela la verdad.

## Elenco
- Nancy Drew / Kate Drew - Lani Minella
- Alec Fell - Jeff Allen Pierce
- Bridget Shaw / Zoe Wolfe - Julia Stockton
- Moira Chisholm - Sofía Rybin
- Ewan MacLeod - Chris Jaech
- Carson Drew - Ken Boynton
- Ned Nickerson - Scott Carty
- Bess Marvin - Jennifer Pratt
- La joven Nancy Drew - Claire Boynton
- Científico - Scott Tengelin
- Voces adicionales - Tim Burke, Jayme Crandall, Josh Crandall, Calina Joyce, Jami Moravetz, Stuart Moulder, Lara Snyder, Alex Yopp y Carol King[5]

## Lanzamiento
El juego se lanzó el 15 de octubre de 2013 y los pedidos anticipados comenzaron el 16 de septiembre. Se enviaron ediciones especiales que incluían juegos adicionales, adornos para teléfonos, tomas descartadas y pistas de audio a quienes hicieron pedidos por adelantado en Her Interactive .